# Río Fortaleza
Der Río Fortaleza (Fortaleza spanisch für „Festung“) ist ein ca. 115 km langer Zufluss des Pazifischen Ozeans im zentralen Westen Perus in den Provinzen Bolognesi, Recuay und Barranca. 2 km von der Mündung entfernt liegt am rechten Flussufer die bekannte archäologische Fundstätte Fortaleza de Paramonga. 

## Flusslauf
Der Río Fortaleza entspringt in der Cordillera Negra, einem Gebirgszug der peruanischen Westkordillere, in der Provinz Bolognesi auf einer Höhe von etwa 4600 m. In der Quellregion entspringen auch die Flüsse Río Santa und Río Ocros. Auf den ersten 25 km fließt der Río Fortaleza nach Nordwesten. Anschließend wendet er sich auf den folgenden 15 Kilometern nach Westen. Die Orte Cajacay und Raquia liegen südlich des Oberlaufs. Ab Flusskilometer 100 verläuft die Nationalstraße 16 entlang dem Flusslauf bis kurz vor der Mündung des Río Fortaleza. Zwischen den Flusskilometern 95 und 60 bildet der Fluss die Grenze zwischen der nördlich gelegenen Provinz Recuay und der Provinz Bolognesi. Der Río Fortaleza wendet sich im Mittel- und Unterlauf in Richtung Südsüdwest. Er passiert die Orte Chaucayán und Chasquitambo. Bei Flusskilometer 50 erreicht er die Provinz Barranca. Der Río Fortaleza mündet schließlich nördlich der Stadt Paramonga, 16 km nordwestlich der Provinzhauptstadt Barranca sowie 180 km nordnordwestlich der Landeshauptstadt Lima, ins Meer. Auf den unteren 16 Kilometern durchfließt der Río Fortaleza das Küstentiefland, wo weitflächig bewässerte Landwirtschaft betrieben wird.

## Einzugsgebiet und Hydrologie
Der Río Fortaleza entwässert ein Areal von etwa 2340 km². Das Einzugsgebiet grenzt im Norden an das des Río Huarmey, im Nordosten an das des Río Santa sowie im Osten und Süden an das des Río Pativilca. Der Río Fortaleza führt in den Monaten Juli bis September sehr wenig Wasser. 